# فرمیوم تنکس

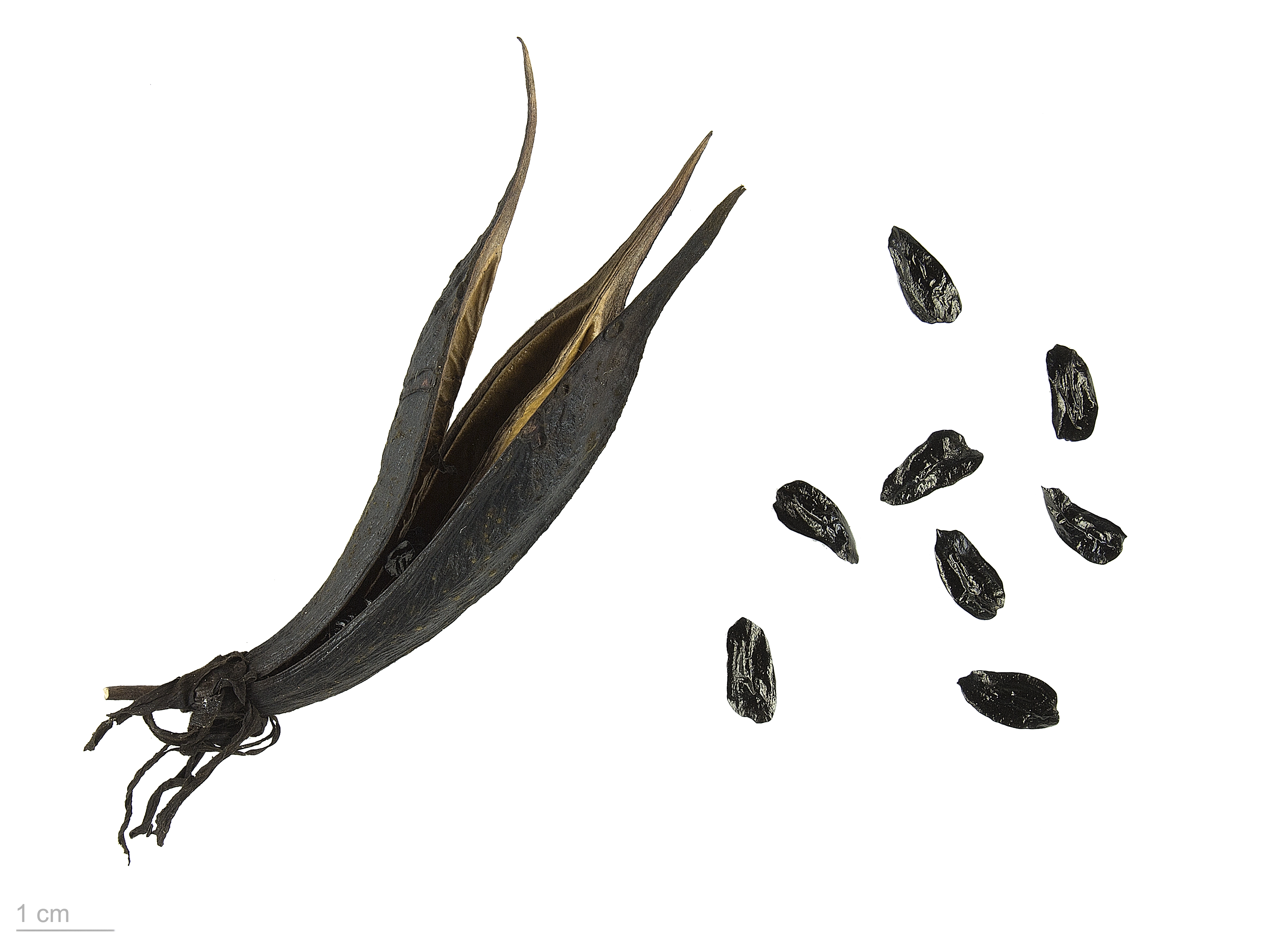
Phormium tenax

فرمیوم تنکس (نام علمی: Phormium tenax) نام یک گونه از تیره علف‌درختان است.